# Pleurosignum capensis
Pleurosignum capensis là một loài chân đều trong họ Paramunnidae. Loài này được Kensley miêu tả khoa học năm 1977.